# 西町の稲荷堂

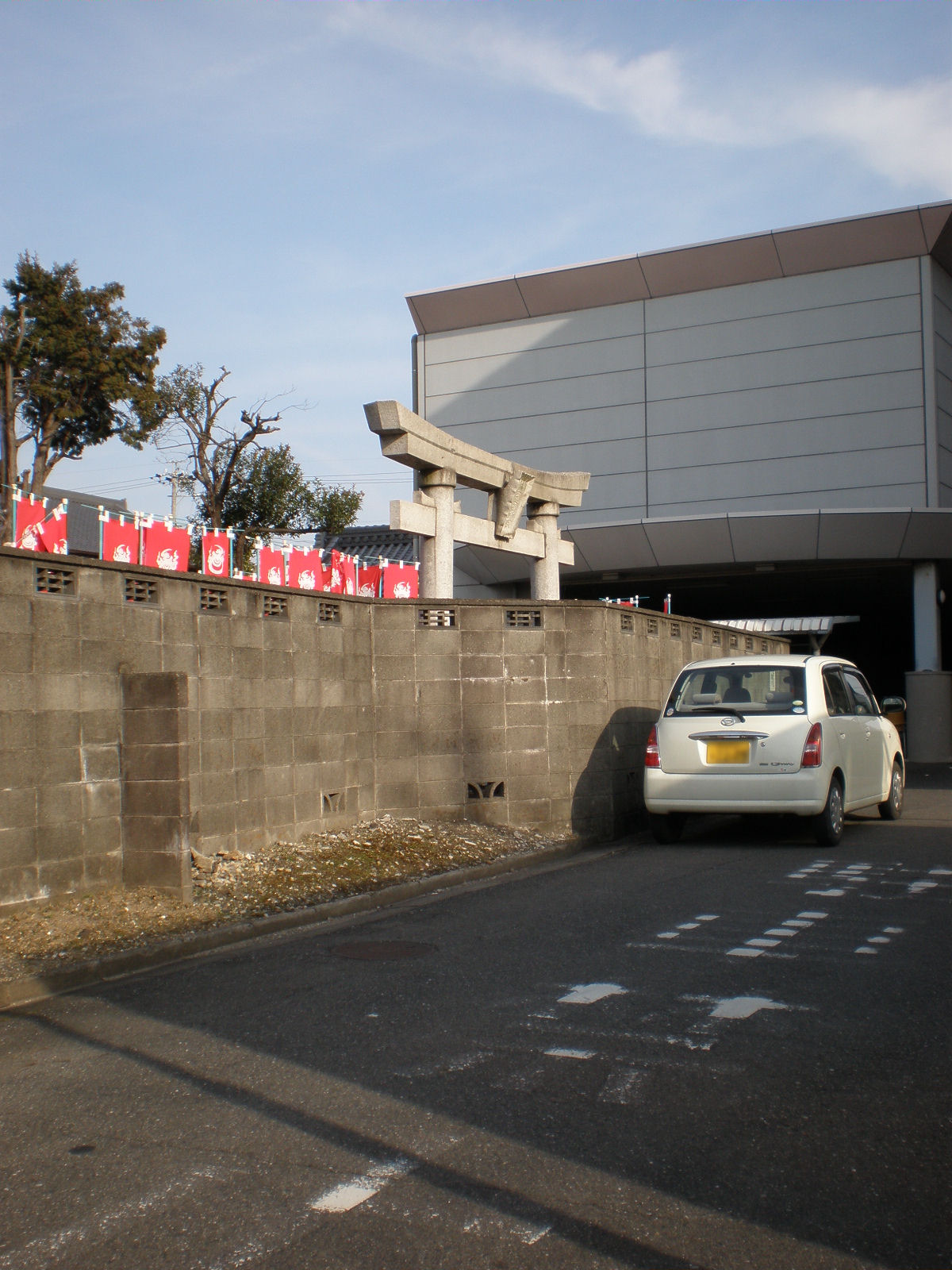
鳥居

西町の稲荷堂（にしまちのいなりどう）は、愛知県小牧市にある稲荷堂。小牧市有形文化財。

## 歴史
1787年（天明7年）、尾張徳川家の菩提寺である名古屋城城下の建中寺（現在の愛知県名古屋市東区）境内に霊廟として建てられた。1875年（明治8年）、上街道の小牧宿に近い東春日井郡小牧村（現在の小牧市）に移築された。1901年（明治34年）には豊川稲荷が祀られるようになり、その際には建物の一部が改造された。それ以外の部分はほぼ建てられた当初のままで残っており、当時を知る貴重な資料となっている。
1978年（昭和53年）3月25日、小牧市有形文化財に指定された。建物の管理は小牧豊川閣奉賛会が行っている。

### 年表
- 1787年（天明7年） - 名古屋城城下の建中寺に霊廟として建てられる。
- 1875年（明治8年） - 上街道の小牧宿近くに移築される。
- 1901年（明治34年） - 豊川稲荷が祀られる。
- 1978年（昭和53年）3月25日 - 小牧市有形文化財に指定される。

## 基礎情報

### 所在地
- 愛知県小牧市小牧4丁目3番地

### 交通アクセス
- 名鉄小牧線 小牧駅から徒歩で約5分。